# Adlappa erythroptera
Adlappa erythroptera är en insektsart som beskrevs av Sjöstedt 1920. Adlappa erythroptera ingår i släktet Adlappa och familjen gräshoppor. Inga underarter finns listade i Catalogue of Life.